# Zdecentralizowana autonomiczna organizacja
Zdecentralizowana autonomiczna organizacja (ang. decentralized autonomous organization, DAO) – bazująca na programie komputerowym o otwartym oprogramowaniu struktura organizacyjna, zazwyczaj w sieci blockchain, cechująca się niewymagającą osobistej identyfikacji procedurą przyjmowania nowych członków oraz podejmowania decyzji, co w założeniu ma uodporniać ją na wpływ rządu centralnego. Dokładny status prawny tego typu organizacji jest niejasny.

## Zasady działania
Zdecentralizowane organizacje nie posiadają fizycznych siedzib ani nie są zarejestrowane w systemach prawnych krajów. Zamiast tego, istnieją w formie kodu komputerowego jako zestaw smart kontraktów stworzonych w danej sieci blockchain. Ponieważ konsensus protokołów blockchain wymaga, by wszystkie węzły jego sieci peer-to-peer zachowywały kopię kodu źródłowego każdego smart kontraktu oraz zabraniają ich modyfikacji, cenzura tworzącego zdecentralizowaną organizację zestawu kontraktów nie jest możliwa bez przejęcia kontroli nad resztą sieci, która w przypadku popularniejszych kryptowalut potrafi składać się z tysięcy rozsianych po całym świecie węzłów.
Członkowie DAO uczestniczą w procesach decyzyjnych organizacji poprzez wchodzenie w interakcję z zestawem smart kontraktów. Mogą oni wywoływać zapisane w nich funkcje, na przykład oddania głosu bądź stworzenia własnej propozycji głosowania. Gdy głosowanie zostanie zakończone, podjęta przez członków organizacji decyzja jest automatycznie egzekwowana przez sieć blockchain, na przykład przelewając fundusze ze skarbca DAO na konto zatrudnionego podwykonawcy. Uczestnictwo w procesach decyzyjnych organizacji z reguły wymaga posiadania emitowanego przez nią tokenu, zazwyczaj reprezentującego jeden głos.

### Tokeny autonomicznych organizacji
Ponieważ jedna osoba może dysponować nieograniczoną ilością adresów kryptograficznych, a następnie użyć każdego z nich do oddania głosu, organizowanie otwartych głosowań w sieciach blockchain nie jest praktyczne. Między innymi z tego powodu branie udziału w procesach DAO wymaga posiadania emitowanego przez organizację tokenu. Tokenami organizacji można handlować na kryptogiełdach, a każdy z nich odpowiada jednemu głosowi. Ich wartość zazwyczaj jest skorelowana z ogólnym powodzeniem przynależącego projektu. Z tej perspektywy, członkowie organizacji kierują się motywami podobnymi do tych akcjonariuszy tradycjonalnych firmy – ponieważ upoważniające ich do oddania głosu aktywo jest związane z nimi finansowo, głosowanie w dobrej wierze leży w ich interesach.

### Procedury głosowania
Autonomiczne organizacje kierują się ścisłym regulaminem, który określa dokładne procedury przez które musi przejść dana propozycja zanim zostanie poddana formalnego głosowaniu. Proces decyzyjny DAO składa się zazwyczaj z kilku etapów, podczas których nad propozycją toczona jest dyskusja i wprowadzane są ewentualne poprawki. By zapobiegać manipulacjom, organizacje implementują wymóg osiągnięcia kworum oraz definiują minimalny czas, jakie głosowanie musi spędzić w fazie dyskusji, zanim zostanie poddane głosowaniu.

### Anonimowość
Interakcja z zestawem kontraktów tworzących autonomiczną organizację wymaga posiadania tokenu organizacji oraz drobnej ilości natywnej kryptowaluty danego blockchainu na opłacenie kosztów interakcji z siecią. O ile obie te rzeczy można zdobyć w sposób względnie anonimowy, publiczna natura sieci blockchain umożliwia każdemu użytkownikowi na wgląd w historię transakcji danego konta, a zatem jeżeli adres członka DAO skorzystał w przeszłości ze scentralizowanej usługi, na przykład giełdy kryptowalutowej, możliwe jest odkrycie jego tożsamości poprzez skierowanie do podmiotu odpowiedniego wezwania organu administracji publicznej.

## Rodzaje organizacji
Poszczególne zdecentralizowane organizacje różnią się od siebie przeznaczeniem, zasadami, sposobem pozyskiwania funduszy, procesami podejmowania decyzji oraz metodą zdobycia członkostwa. Ich forma w głównej mierze zależna jest od podmiotu, którym zarządzają:

### Zdecentralizowane aplikacje
Członkowie DAO zarządzającym zdecentralizowaną aplikacją mogą mieć wpływ na decyzje takie jak:
- Ustalanie opłat transakcyjnych za przeprowadzane przez użytkowników aplikacji działania.
- Alokacja funduszy organizacji do poszczególnych podwykonawców.
- Zarządzanie licencją kodu źródłowego aplikacji[14].
- Decyzje o integracji aplikacji z innymi sieciami blockchain.
- Uruchamianie programów przyciągających nowych użytkowników poprzez tymczasowe wypłacanie im nagród[15].

Autonomiczne organizacje zarządzające zdecentralizowaną aplikacją finansują swoje działania pobieranymi za używanie usługi opłatami. Ponieważ zestaw smart kontraktów który definiuje strukturę organizacyjną DAO jest w większości odrębny od zestawu kontraktów zajmującego się technicznym aspektem działania samego programu, autonomiczne organizacje są w stanie wypuszczać identyczne wersje swojej aplikacji w różnych sieciach blockchain, nie przenosząc przy tym systemu głosowania, który pozostaje w pierwotnej sieci blockchain.
Największym przykładem DAO zarządzającym zdecentralizowaną aplikacją jest Uniswap, zdecentralizowana giełda bazująca na sieci Ethereum. W marcu 2022 skarbiec organizacji zawierał w sobie fundusze o wartości 4,5 miliarda dolarów. Kod źródłowy zestawu smart kontraktów tworzących giełdę objęty jest licencją, którą zarządzają członkowie organizacji. Dnia 21 maja 2021 członkowie organizacji wzięli udział w głosowaniu o wypuszczeniu wersji giełdy do sieci Arbitrum, a dnia 21 grudnia 2022 – do sieci Polygon. Pierwotna wersja giełdy i jej struktura DAO znajduje się w sieci Ethereum. W czerwcu 2021 członkowie organizacji przyznali warte wówczas 18 milionów dolarów środki ze skarbca organizacji na poczet stworzenia lobbystycznego funduszu Defi Education Fund, mającego w zamiarze wspierać polityczną promocję kryptowalut.
Podobnym przykładem autonomicznej organizacji jest Aave, zdecentralizowana platforma służąca do brania lub udzielania pożyczek.

### Zdecentralizowane fundusze
Członkowie DAO zarządzającym zdecentralizowanym funduszem mogą mieć wpływ na decyzje takie jak:
- Balansowanie ilości oraz rodzaju posiadanych przez fundusz tokenów.
- Sponsorowanie projektów w sieci blockchain.
- Tworzenie nowych usług i instrumentów finansowych.

W zależności od dokładnego przeznaczenia, istnieją różne odmiany zdecentralizowanego funduszu:

#### Fundusze for-profit
Autonomiczne organizacje sprawujące pieczę nad funduszem for-profit zakupują tokeny projektów wybranych przez członków DAO, a następnie sponsorują ich rozwój w nadziei na wzrost wartości posiadanych aktywów. Inwestorzy użyczają funduszowi kapitału poprzez kupno emitowanego przez niego tokenu, którego wartość ma w założeniu wzrastać wraz z wypracowanymi przez fundusz zyskami. Ponieważ zdecentralizowane fundusze nie trzymają się regulacji definiujących tradycjonalne instrumenty finansowe, takie jak przejście weryfikacji KYC, posiadania odpowiednich kwalifikacji czy wystarczająco wysokiego kapitału, inwestycja w zdecentralizowany fundusz może wydawać się atrakcyjna dla ludzi, którzy tych wymagań nie spełniają, bądź osoby z reguły stroniące od bankowości. Inwestycja w zdecentralizowany fundusz wymaga jedynie posiadania portfela kryptowalutowego i może wynosić zaledwie jednego dolara. Jednym z przykładów takiej organizacji jest BitDAO.

#### Fundusze non-profit
Autonomiczne organizacje sprawujące pieczę nad funduszem non-profit mają w zamiarze wspierać ogólny rozwój infrastruktury i ekosystemu sieci blockchain poprzez przyznawanie datków obiecującym projektom. Środki funduszy non-profit pochodzą od dobrowolnych darczyńców, często osób bądź zespołów związanych z technologią blockchain, na przykład deweloperów zdecentralizowanych aplikacji bądź ich DAO. Dokładni odbiorcy datków, jak i ich wysokość ustalana jest w głosowaniu przez członków autonomicznej organizacji funduszu. Jednym z przykładów takiej organizacji jest Gitcoin.

#### Fundusze crowdfundingu
Niektóre DAO, takie jak AssangeDAO bądź ConstitutionDAO, opierają się na zasadzie crowdfundingu. AssangeDAO służyło do zebrania środków na zakup tokenu NFT artysty, który następnie przeznaczył je na cele charytatywne. ConstitutionDAO zbierało środki na zakup jednej z kopii konstytucji Stanów Zjednoczonych. Członkowie organizacji mieli mieć wpływ na wybór miejsca, w którym kopia będzie pokazywana, oraz dokładny wygląd wystawy. Pomimo zebrania 47 milionów dolarów w postaci kryptowaluty Ether, autonomiczna organizacja przegrała w aukcji.

### Zarządzanie protokołem blockchain
Niektóre sieci blockchain implementują na poziomie protokołu systemy zarządzania podobne tych używanych przez autonomiczne organizacje. W tej formie DAO mogą mieć wpływ na takie decyzje jak:
- Wprowadzanie aktualizacji protokołu blockchain.
- Zmienianie parametrów sieci.
- Wykorzystywanie środków ze skarbca.
- Ustalanie opłat transakcyjnych.

Zarządzanie protokołem blockchain odbywa się na zwykłych zasadach DAO; członkowie tworzą propozycje głosowania, a zamiast tokenu DAO, który zazwyczaj uprawnia dany adres do oddania głosu, używana jest natywna kryptowaluta danej sieci blockchain. Niektóre kryptowaluty, takie jak Polkadot, implementują również posady rady czy komitetu technicznego, których członkowie wybierani są poprzez głosowanie na określony czas i posiadają specjalne uprawnienia, takie jak przyśpieszanie procesu głosowania nad danym referendum.

## Uzyskiwanie członkostwa
Duża część zdecentralizowanych aplikacji z początku kontrolowana jest przez wąską grupę jej deweloperów, a dopiero po jakimś czasie zostaje podjęta decyzja o oddaniu władzy nad projektem w ręce jej użytkowników. Wtedy emitowany jest token organizacji. O ile tokenami organizacji można handlować podobnie jak zwykłymi tokenami, na przykładach przy użyciu kryptogiełdy, najpierw powstająca autonomiczna organizacja musi w jakiś sposób wprowadzić go do obiegu. Istnieje kilka kryteriów, którymi projekty DAO mają w zwyczaju sugerować się podczas dystrybucji swojego tokenu, często mieszając je ze sobą:

### Publiczna sprzedaż tokenu
Niektóre projekty oferują kupno tokenu organizacji w zamian za z góry ustaloną cenę w innej kryptowalucie, tym samym zyskując środki na sfinansowanie dalszego rozwoju projektu bądź nagrodzenie jego deweloperów. Ten rodzaj dystrybucji tokenu nazywany jest ICO (ang. Initial Coin Offering). Przykładem projektu korzystającego z ICO jest Aave, zdecentralizowana aplikacja służąca do brania i udzielania pożyczek.

### Nagradzanie wczesnych użytkowników
Znaną formą dystrybucji tokenów autonomicznej organizacji jest przyznawanie ich wczesnym użytkownikom aplikacji. Jednym z przykładów jest zdecentralizowana giełda o nazwie Uniswap, które swoje DAO stworzyła rozdając tokeny użytkownikom swojej platformy – każdy adres w sieci blockchain który użył aplikacji Uniswap przynajmniej jeden raz przed 01.09.2020 był uprawniony do zdobycia 400 tokenów UNI, reprezentujących jeden głos.

### Nagradzanie kontrybutorów
Większość autonomicznych organizacji przeznacza przynajmniej część swoich tokenów jej pierwotnym pomysłodawcom. Przykładowo, zdecentralizowana giełda Uniswap oprócz przeznaczenia 60% wszystkich tokenów DAO dla swoich wczesnych użytkowników, pozostałe 40% podzieliła równo między jej deweloperów i inwestorów.

## Krytyka

### Problemy socjalne
Vitalik Buterin, założyciel blockchainu Ethereum o największej ilości zdecentralizowanych aplikacji na dzień 30 marca 2022, skrytykował formę organizacji DAO na swoim blogu w 2021 roku, nawołując społeczność kryptowaluty do wprowadzenia bardziej złożonych struktur od prostego głosowania za pomocą tokenu organizacji. W swoim wpisie wyróżnił kilka głównych problemów autonomicznych organizacji:
1. Bogatym inwestorom łatwiej jest forsować swoje decyzje niż nawet odpowiadającej im siłą głosu grupie mniejszych członków.
2. Fundusze bądź inwestorzy posiadający tokeny rywalizujących organizacji mogą wpaść w konflikt interesów.
3. Skupienie członków organizacji na wzroście wartości jej tokenu może zranić szerszą społeczność użytkowników aplikacji.
4. Możliwość kupowania głosów i manipulacji.

Jednym z najczęściej poruszanych zarzutów jest panująca w autonomicznych organizacjach plutokracja. Inwestorzy z wysokim kapitałem mogą dokonać zakupu dużej ilości tokenów i dysponować o wiele większą siłą głosu niż przeciętny członek. Ponieważ nie ma łatwego sposobu na weryfikację tożsamości w sieci blockchain, systemy głosowania w których każda fizyczna osoba posiada tylko jeden głos są trudne do zaimplementowania. Częściowym rozwiązaniem niektórych problemów jest system delegatów, który umożliwia członkom z mniejszą ilością tokenów delegować swoje głosy zaufanej osobie bądź zespołowi. Przykładem skutecznego użycia systemu delegatów jest DAO aplikacji Uniswap i działająca tam jako delegat grupa studencka wydziału prawa na uniwersytecie Harvardu, której w czerwcu 2021 udało się przeprowadzić głosowanie rezultujące w powstanie lobbystycznej grupy Defi Education Fund.

### Bezpieczeństwo
Ponieważ kod źródłowy raz stworzonych smart kontraktów nie może być zmieniony, naprawa ewentualnych błędów w oprogramowaniu jest bardziej uciążliwa niż w tradycyjnych systemach. Zmienienie infrastruktury DAO wymagałoby współpracy jego członków i migracji ze starego zestawu kontraktów, a zatem wymagane byłoby poinformowanie społeczności o znalezionym błędzie – jednocześnie dając potencjalnemu atakującemu okazję do wykorzystania błędu dla własnych korzyści.
W 2016 roku jedna z pierwszych autonomicznych organizacji o nazwie „The DAO” zebrała ponad 120 milionów dolarów w kryptowalucie Ether, a następnie padła ofiarą ataku hakerskiego. Pomimo licznych ostrzeżeń co do słabości w kodzie DAO, modyfikacja kodu nie była już możliwa. Jedyną możliwością było tworzenie poprawionej wersji organizacji, a po jej ukończeniu przekonanie użytkowników do migracji na nowy zestaw smart kontraktów. Zanim tak się jednak stało, nieznany oszust zaczął wykorzystywać wadliwy kod do powolnego drenowania organizacji z powierzonych jej środków, które stanowiły niemalże 14% wszystkich jednostek Ether w cyrkulacji. Wysoka suma zagrożonych środków ostatecznie doprowadziła społeczność blockchainu Ethereum do porzucenia całej sieci i przeniesienia się na jej zmodyfikowaną kopię, w której umożliwiono użytkowników bezpieczne wypłacenie środków z DAO. Kosztowało to społeczność kryptowaluty wiele zamętu i kontrowersji – ponieważ nie wszyscy użytkownicy zgadzali się z takim poruszeniem, łańcuch bloków Ethereum załamał się na dwoje, tworząc sieć zwaną później Ethereum Classic.